# Noşratābād (ort i Lorestan)
Noşratābād (persiska: نصرت آباد سفلی, Noşratābād-e Soflá, نصرت آباد, نصرت آباد علیا) är en ort i Iran.   Den ligger i provinsen Lorestan, i den västra delen av landet, 400 km sydväst om huvudstaden Teheran. Noşratābād ligger 1 653 meter över havet och antalet invånare är 171.
Terrängen runt Noşratābād är kuperad åt sydväst, men åt nordost är den platt. Noşratābād ligger nere i en dal.Runt Noşratābād är det ganska tätbefolkat, med 72 invånare per kvadratkilometer. Närmaste större samhälle är Nūrābād, 12,1 km norr om Noşratābād. Trakten runt Noşratābād består i huvudsak av gräsmarker.